# Snättvallen
Snättvallen är en fäbodvall som ligger i Forsa socken i Hälsingland. Idag finns inget levande fäbodbruk på vallen (2007). Stugorna används numera som sommarboende.